# Quinquina jaune
Cinchona calisaya
Espèce
Synonymes
- Cinchona ledgeriana Moens ex Trimen

Classification phylogénétique

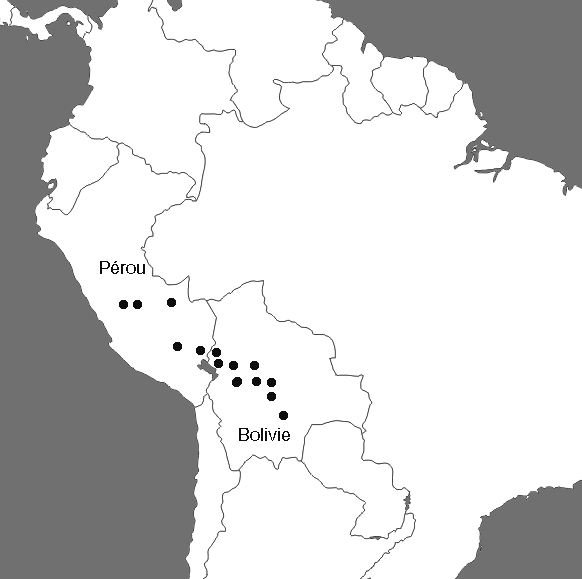
Distribution de Cinchona calisaya
d'après L. Andersson (1998)

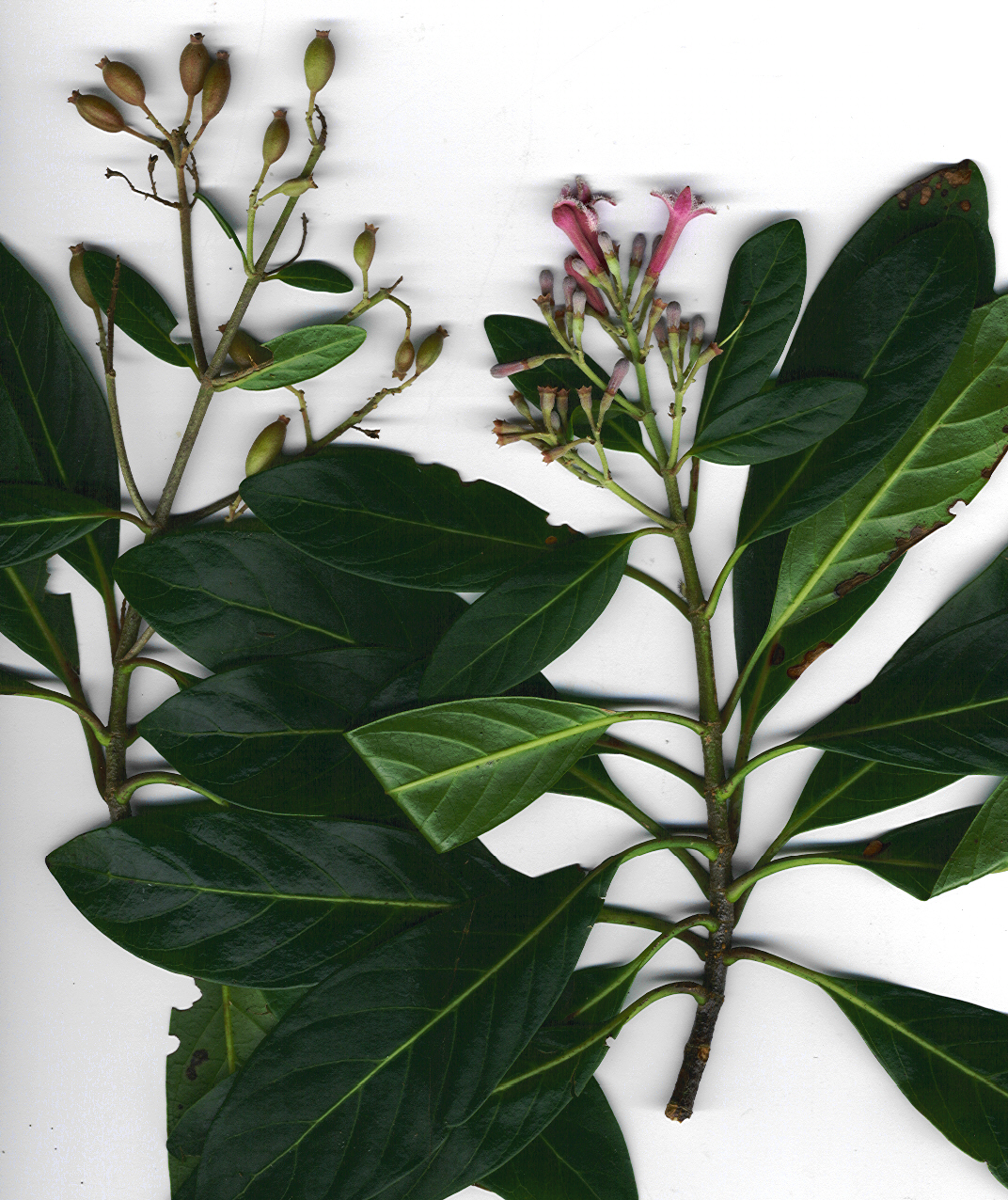
Branche de C. calisaya

Le quinquina jaune ou quinquina calisaya (Cinchona calisaya), est un arbre sempervirent de la famille des Rubiacées. 
Originaire du Pérou et de la Bolivie, il est réputé pour son écorce riche en quinine (avec d'autres Cinchona) fournissant un remède efficace contre la paludisme.
Noms vernaculaires :
En Bolivie, la plante est connue sous les noms de calisaya, calisaya morada, quina morada, quina verde.

## Histoire de la nomenclature
Au milieu du XVIIIe siècle, Linné créa le genre Cinchona sur la base des informations recueillies par de la Condamine sur des « arbres des fièvres » des montagnes andines près de Loja (aujourd'hui situé en Équateur). Il distingua successivement plusieurs espèces. 
Un siècle plus tard, le botaniste, Hugh Algernon Weddell, d'origine anglaise mais ayant étudié et travaillé en France (au Muséum national d'histoire naturelle), effectua durant plus de cinq ans une mission d'étude des quinquinas en Amérique du Sud (de 1843 à 1848). Il tenta de mettre un peu d'ordre dans la classification léguée par les Espagnols et distingua 19 espèces dont le fameux Cinchona calisaya, le plus riche en quinine qui allait être cultivé à grande échelle en Asie.
Il fut le premier à ramener avec succès des quinquinas en Europe. Ses graines, obtenues de C. calisaya, germèrent au Jardin des Plantes de Paris en 1848-1849. Un jeune plant fut donné au gouvernement néerlandais qui l'envoya à Java pour être cultivé.

## Synonymes
- (=) Cinchona calisaya var. ledgeriana Howard
- (=) Cinchona carabayensis Wedd.
- (=) Cinchona ledgeriana (Howard) Bern. Moens ex Trimen, cultivé à Java, à partir de graines venant du Rio Mamoré (Bolivie)
- (=) Cinchona officinalis auct. mult.

## Description
Le quinquina jaune est un arbuste parfois lianescent, ou un arbre pouvant atteindre 15 mètres de hauteur.
Les feuilles décussées sont  chartacées à l'état sec, de 6-19 × 2-9 cm, elliptiques ou oblongues à obovales ou ovales, à base cunée ou atténuée, au-dessus mat et glabre. Les domaties sont plus développées dans la partie distale du limbe.
Les inflorescences sont des cymes. Le calice de 1-2 mm a des lobes triangulaires, à l'extérieur pubérulant et glabre à l'intérieur. La corolle est blanche à rose ou pourpre, avec un tube de 8-13 mm ; les étamines ont des filets longs dans les fleurs à style court et inversement courts dans les fleurs à style long.
Le fruit est une capsule de 5-25 × 3-8 mm, avec un endocarpe fin, chartacé.

## Distribution et écologie
Le quinquina jaune pousse à l'état naturel sur les contreforts et les versants orientaux de la Cordillère des Andes, du centre du Pérou (Junin) au centre de la Bolivie (Santa Cruz). Il se rencontre entre 200 m et 3 300 m d'altitude, dans les forêts humides aussi bien que dans la végétation ouverte des pajonales.
Cinchona calisaya a été très cultivé (avec C. pubescens) à la fin du XIXe siècle pour son écorce riche en quinine, à Java, en Afrique et en Amérique tropicale.

## Composition
Une trentaine d'alcaloïdes ont été trouvés dans l'écorce de quinquina. Les alcaloïdes quinoléiques, majoritaires, sont des stéréoisomères, la quinine et la quinidine et leurs homologues déméthoxylés en C-6' : (-)-quinine, et (-)-cinchonidine (8S,9R), (+)-quinidine et (+)-cinchonine (8R,9S).
Une analyse de Hodge(1948) a donné :
| Cinchonine | Cinchonidine | Quinine | Quinidine | Alcaloïdes totaux |
| ---------- | ------------ | ------- | --------- | ----------------- |
| 0,55       | 0,83         | 3,35    | 0,07      | 4,80              |

| R    | Nom                       | R    | Nom                     |
| ---- | ------------------------- | ---- | ----------------------- |
| OCH3 | (-)-quinine (8S, 9R)      | OCH3 | (+)-quinidine(8R, 9S)   |
| H    | (-)-cinchonidine (8S, 9R) | H    | (+)-cinchonine (8R, 9S) |

La teneur en quinine de l'écorce de C. calisaya est la plus forte de tous les Cinchona analysés :
| C. calisaya | C. micrantha  | C. officinalis    | C. pubescens       |
| ----------- | ------------- | ----------------- | ------------------ |
| Bolivie     | nord du Pérou | sud de l'Équateur | nord de l'Équateur |
| 3,35        | 0             | 0,41              | 1,48               |

Outre ces alcaloïdes quinoléiques, on trouve des alcaloïdes indoliques comme la cinchonamine. Ces dérivés indoliques sont largement majoritaires dans les feuilles de quinquina.
Les écorces contiennent aussi des composés phénoliques, des acides organiques (acide quinique), des saponosides à génine triterpénique dicarboxylique et de l'huile essentielle (alpha-terpinéol, linalol, limonène).
La culture de cal de C. calisaya a révélé la présence de 15 anthraquinones.

## De la cueillette à la culture
Jusqu'à la fin du XVIIIe siècle, les marchés européens étaient approvisionnés en écorces du Pérou, à partir des forêts de Loja (actuellement dans l'Équateur). Déjà La Condamine et Joseph de Jussieu avaient constaté la surexploitation des arbres à quinquina dans les années 1737-1739, aussi dans les décennies suivantes ces arbres ne cessèrent de se raréfier dans la région de Loja. Puis lorsque les chimistes eurent mis en évidence les fortes teneurs en quinine du quinquina jaune, les forêts de Bolivie où cet arbre croît en abondance furent aussi exploitées.
Les quinquinas poussaient à une altitude de 1 200 à 3 000 mètres sur les versants orientaux amazoniens, disséminés parmi les autres espèces forestières, où ils formaient des groupes serrés et épais auxquels les Péruviens donnaient le nom de «manchas» (taches). Confiée à des « cascarilleros» ou « cascadores» (cascara signifie « écorce » en espagnol), la récolte des écorces, périlleuse, se faisait sans aucun souci du renouvellement de la ressource. Jusqu'à leur expulsion du Pérou en 1767, les Jésuites tentèrent de préserver la ressource  en exigeant de replanter, en forme de croix, cinq arbrisseaux pour un arbre abattu.
« ...l'affluence des cascarilleros [écorcheurs] dans les forêts devint si considérable qu'en peu de temps il resta à peine un arbre à quinquina dans le voisinage des lieux habités, et les exportations de la drogue devinrent si considérables qu'elle tomba à vil prix. » observait le botaniste Hughes Weddell en 1853, « Il est de toute évidence que le quinquina calisaya, si on continue à l'exploiter de la sorte, finira tôt ou tard par disparaître plus ou moins complètement de nos marchés... ». Le maximum du prélèvement sera atteint en 1882 avec 10 000 tonnes d'écorce sauvage produite, ce qui est beaucoup, compte tenu des méthodes prédatrices d'exploitation et très peu, compte tenu des besoins considérables en quinine de la population mondiale impaludée. D'après l'évaluation de B. Etemad cette production couvrait les besoins de 3 % de la population impaludée.

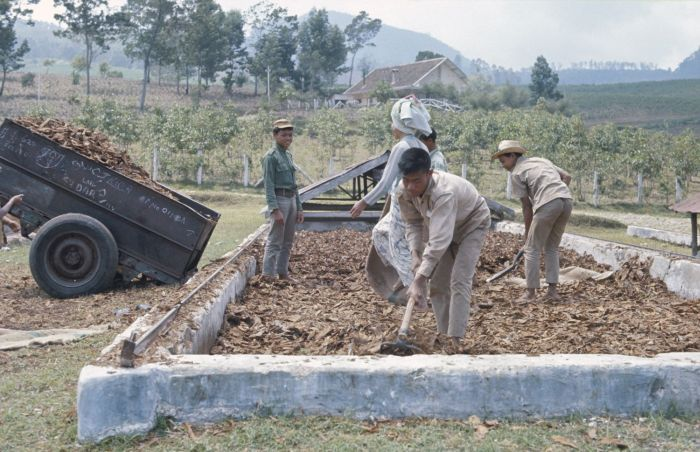
Séchage de l'écorce du quinquina à Java, 1970

Jusqu'au milieu du XIXe siècle, la production du quinquina sauvage se trouvera uniquement dans le domaine colonial espagnol (Pérou, Bolivie, Équateur et Colombie). Pour répondre au besoin grandissant en quinine, les puissances européennes vont chercher à "acclimater" la plante dans leurs colonies. Les gouvernements des pays producteurs avaient mis en place un embargo sur l'exportation de graines ou de plants.
Les premières tentatives réussies eurent lieu à Java en 1854 par le botaniste hollandais Justus Hasskarl, puis en 1872 à Ceylan et ensuite en Inde par le géographe britannique Clements Markham. Elles furent toutefois décevantes : ces plants avaient une faible teneur en quinine. Réitérant leur tentative de culture avec des semences boliviennes de Cinchona ledgeriana qui leur furent procurées par Charles Ledger les Hollandais réussirent à produire des plants de qualité .
Les Britanniques introduisirent le quinquina rouge (Cinchona succiruba) avec succès à Ceylan. Puis les Hollandais réussirent à supplanter la production anglaise grâce à la culture commerciale du quinquina jaune (connu à l'époque sous le nom de Cinchona ledgeriana) dont l'écorce est très riche en quinine et qu'ils choisirent de produire à Java.
Les quinquinas cultivés par les Britanniques en Inde avaient un taux de quinine inférieur à celui des quinquinas cultivés par les Hollandais à Java. Le mélange d'alcaloïdes (quinine, cinchonine cinchonidine) produit à partir des plantations indiennes, appelé d'abord quinetum puis totaquine fut réservé au marché local. Dans les années 1920 et 1930, la Ligue des Nations, testa la valeur médicale de la totaquine, dont elle réserva l'usage d'abord aux populations pauvres . (En 1942, la pharmacopée des États-Unis intégrait la totaquine comme antipaludéen).
C'est ainsi que jusqu'aux années 1880, l'essentiel de la production d'écorce fut assurée par l'Amérique du Sud. Il y eut ensuite une éphémère domination de Ceylan vers 1885, vite supplantée par les Indes néerlandaises. Dans les années de l'entre-deux-guerres, ces dernières assureront environ 90 % de la production mondiale d'écorce de quinquina.
Les Français tentèrent d'implanter la culture du quinquina en Indochine. Dès 1925, on commença à planter du quinquina au Congo.
En mars 1942 les Japonais s'emparent de Java : l’approvisionnement des Alliés est fortement compromis. Les effets s'en font très rapidement sentir : le manque de quinine affecta les performances de l'armée américaine aux Philippines. Alors même qu'on connaissait peu l'atabrine, les autorités sanitaires américaines restreignirent l'utilisation de la quinine au traitement curatif, et généralisèrent l'atabrine  en prophylaxie.
Pour se procurer de l'écorce de quinquina en Amérique du Sud, les États-Unis lancèrent le Cinchona program qui, entre décembre 1941 et août 1945, leur permit d'importer 30 millions de livres d'écorces de quinquina (auxquelles s'ajoutent 700 000 onces de totaquine). Des  botanistes comme Francis Raymond Fosberg participèrent à ce projet (Fosberg travailla plus particulièrement au Colombian Cinchona Mission). La principale difficulté n'était pas de trouver les arbres - qui poussent à une altitude déterminée - mais de trouver ceux produisant un taux d'alcaloïde convenable : pour mesurer ce taux, une machine portative fut même inventée, qui n'eut guère de succès. La meilleure méthode restait l'analyse des échantillons collectés dans des laboratoires qui furent montés à Quito, Lima, Bogota et La Paz. À l'occasion de ce programme, on découvrit la valeur des populations de C.pitayensis d’Équateur . En juin 1944, du fait de la reconquête des plantations du Sud-est asiatique et de la production de médicaments de synthèse, les besoins des États-Unis étaient couverts jusqu'en 1947 .
L'écorce de quinquina et la quinine qui en était extraite ont, pour certains historiens, joué un rôle déterminant dans l'expansion coloniale des puissances européennes. « Grâce à cette drogue tirée d'une plante originaire des Andes, cultivée sur de riches terres asiatiques louées à bas prix et par une main d'œuvre soumise à un quasi-esclavage, l'homme blanc aurait pénétré et colonisé le continent noir », nous dit Bouda Etemad. « Ce qui est séduisant dans l'histoire de la quinine, c'est qu'elle réunit l'Europe, l'Amérique, l'Asie et l'Afrique, et apparaît ainsi comme un condensé de la colonisation. »
Dans les années 1950-1960, un produit de synthèse, la chloroquine (nivaquine), au coût de fabrication très faible, remplacera la quinine d'extraction dans les pays développés.
La culture s'est cependant poursuivie en Indonésie et s'est considérablement développée dans certains pays d'Afrique (République démocratique du Congo, Cameroun, Côte d’Ivoire).

## Ethnopharmacologie
Actuellement, l'écorce de quinquina continue à être utilisée dans de nombreux pays, sous forme de décoction ou d'infusion. Son usage en phytothérapie antipaludique est attesté en Équateur, au Pérou, En Bolivie, Guyane, Colombie, Nicaragua ainsi qu'à Madagascar et aux Philippines. Au Brésil, elle est considérée comme tonifiante et antipyrétique. Elle est utilisée en cas d'anémie, de désordres gastro-intestinaux, de fatigue, fièvre et paludisme.

## Galerie

Aspect général
Feuilles de C. calisaya
Fleurs de C. calisaya